# Cine Monumental (Buenos Aires)
El antiguo Cine Monumental, hoy parte del Complejo Monumental Lavalle, es un clásico cine de la ciudad de Buenos Aires, Argentina.
Se encuentra en la calle peatonal Lavalle, eje tradicional de las salas cinematográficas gracias al asentamiento masivo de estos espacios en su sector céntrico (desde Florida a Carlos Pellegrini). El Cine-Teatro Monumental fue inaugurado el 23 de octubre de 1931 por iniciativa de los empresarios Coll y Di Fiore, y rápidamente recibiría el apodo "la Catedral del Cine Argentino", gracias a la importancia que le dio esta sala a la incipiente producción nacional.
Durante la Segunda Guerra Mundial y ante la imposibilidad de importar films de otros continentes, se dio lugar a espectáculos de radioteatro y teatro. Llegaron a actuar las compañías de Florencio Parravicini, Olinda Bozán, Enrique Santos Discépolo y Luisa Vehil.
La sala única original, que contaba con platea y una bandeja superior sumando 1800 localidades, fue modernizada en primera instancia en 1972. En 1994 —en tiempos de desventaja del cine frente a la difusión del VHS y la televisión, y de la adopción del concepto del multicine para aumentar las ganancias frente a la situación adversa— la sala fue dividida separando sus niveles superior (1000 butacas) e inferior, y partiendo a su vez el piso superior en dos salas de menor tamaño (200 butacas cada una). En 1996 se sumó una sala con 480 butacas en el subsuelo, con función de cine y teatro.
A pesar de todas las medidas adoptadas para enfrentar la decadencia natural del sector, el Cine Monumental se vio obligado a cerrar en el año 2000. Fue gracias al empresario Norberto Feldman, propietario del Cine Electric, que el Monumental fue remodelado y reabrió el 11 de junio de 2001.
En 2006, fue nuevamente remodelado perdiendo su espectacular sala original, una de las pocas de grandes dimensiones que quedaban intactas en Buenos Aires. Su locatario, Norberto Feldman, decidió la división de la sala en tres nuevas de menores dimensiones, agregando además una en el subsuelo del edificio.